# Bestuurlijke indeling van Bangladesh
Bangladesh kent als bestuurlijke onderverdelingnaast de centrale overheid ook andere bestuurslagen, territoriale onderdelen waar regels vastgesteld en/of beslissingen worden genomen over bepaalde gebieden en/of hun bewoners. Het betreft de volgende bestuurslagen:
| Bestuurslagen                                                       | Bestuurslagen          | Bestuurslagen         | Bestuurslagen                 | Bestuurslagen                  |
| ------------------------------------------------------------------- | ---------------------- | --------------------- | ----------------------------- | ------------------------------ |
| centraal niveau                                                     | divisieniveau          | districtsniveau       | subdistrictsniveau            | gemeenteniveau                 |
| Volksrepubliek Bangladesh - গণপ্রজাতন্ত্রী বাংলাদেশ Gaṇaprajātantrī Bāṃlādeś | divisies - বিভাগ, bibhag | districten - জেলা, jela |                               | steden - সিটি, siṭi              |
| Volksrepubliek Bangladesh - গণপ্রজাতন্ত্রী বাংলাদেশ Gaṇaprajātantrī Bāṃlādeś | divisies - বিভাগ, bibhag | districten - জেলা, jela | subdistricten - উপজেলা, upajēlā | gemeenten - পৌরসভা, paurasabhā   |
| Volksrepubliek Bangladesh - গণপ্রজাতন্ত্রী বাংলাদেশ Gaṇaprajātantrī Bāṃlādeś | divisies - বিভাগ, bibhag | districten - জেলা, jela | subdistricten - উপজেলা, upajēlā | dorpenunies - ইউনিয়ন, i'uniẏana |
| 1. 2.                                                               |                        |                       |                               |                                |

De bestuursniveaus zijn dus:

Divisies en districten van Bangladesh

- 7 divisies (Bibhag) vormen het eerste niveau.
- 64 districten (Zila) vormen het tweede niveau.

De niveaus hieronder worden wat ingewikkelder, op het derde niveau kunnen de volgende bestuurlijke eenheden staan. Wat het ingewikkelder maakt is dat een stadscorporatie ook weer onderverdeeld kan zijn in Thana oftewel subdistricten.
- 4 stadscorporaties
- 507 subdistricten (Thana en Upazila)
- 223 gemeentes
- Wards vormen in stadscorporaties en gemeentes het lagere bestuursniveau
- 4484 unions (verenigingen van dorpen) vormen in subdistricten naast gemeentes het vierde en het laagste niveau. Deze Unions omvatten 87.319 dorpen.
- Sinds 2003 wordt gewerkt aan de invoering van waterschappen, naar Nederlands model. Nederland en de Wereldbank werken hierin samen met Bangladesh. Lokale gemeenschappen moeten zelf consensus bereiken over de bescherming van hun landbouwgrond tegen overstromingen. Vervolgens moeten de boeren met geld of met hun arbeidskracht deelnemen aan bedijking en afwatering. De tekorten worden dan aangevuld door het landsbestuur, de Wereldbank en Nederland.[2]